# Calidoscopi (pel·lícula)
Calidoscopi (títol original: Kaleidoscope) és una pel·lícula de comèdia britànica del 1966 dirigida per Jack Smight i protagonitzada per Warren Beatty i Susannah York. Està doblada al català.
La pel·lícula es va estrenar el 8 de setembre de 1966 al Warner Theatre del West End de Londres.

## Argument
Després de deixar la seva amant Angel McGinnis a Londres, el ric playboy Barney Lincoln entra en una fabrica de cartes de Ginebra per marcar-les i després es dedica a trencar la banca dels principals casinos europeus.
Barney torna a trobar-se amb l'Angel a Montecarlo, on guanya molts diners, però les seves sospites després d'haver marxat d'Anglaterra van fer que consultés el seu pare, un detectiu de Scotland Yard. Aquest fa xantatge a en Barney perquè l'ajudi a atrapar un traficant de drogues anomenat Harry Dominion, que és propietari d'un casino i també té una debilitat pel pòquer amb apostes altes.

## Repartiment
- Warren Beatty com Barney Lincoln
- Susannah York com Angel McGinnis
- Clive Revill com Inspector 'Manny' McGinnis
- Eric Porter com Harry Dominion
- Murray Melvin com Aimes
- George Sewell com Billy
- Stanley Meadows com capità d'en Dominion
- John Junkin com porter d'en Dominion
- Larry Taylor com xofer d'en Dominion
- Yootha Joyce com recepcionista del museu
- Jane Birkin com Exquisite Thing
- George Murcell com Johnny
- Anthony Newlands com Leeds
- Peter Blythecom jugador de pòquer
- John Bennett com jugador de pòquer
- Michael Balfour com jugador de pòquer
- Stephen Lewis as camioner (sense acreditar)

## Producció
Va ser la tercera pel·lícula que Jack Smight va dirigir per a Warners. Smight va dir que el guió era "genial... una mica difícil de creure, però tanmateix una premissa alegre i divertida amb un gran humor".
Diu que el productor Elliot Kastner va triar Sandra Dee com a protagonista femenina sobretot perquè Warren Beatty volia dormir amb ella. Smight va dir: "Tot i que havia treballat amb Sandra a la meva primera pel·lícula... i tenia respecte per ella, no podia concebre que interpretés el paper de la noia britànica que el guió demanava... Tant per la productora. voler protegir la integritat d'un bon guió".
Durant la preproducció a França, Kastner va admetre que no volia que Dee aparegués a la pel·lícula. Smight va preguntar a Jack Warner si podia tenir Susannah York i Warner va estar d'acord; Dee va ser indemnitzada.
Smight diu que Beatty va ser indisciplinat durant el rodatge. Assajaven escenes, però després "just quan estàvem a punt de rodar, Warren li preguntava si podia provar alguna cosa diferent del que havíem decidit abans. Volia ser flexible en el cas que el que volia fer fos millor del que havíem previst. Inevitablement no ho va ser".